# جزيرة الفهد (أبو ظبي)

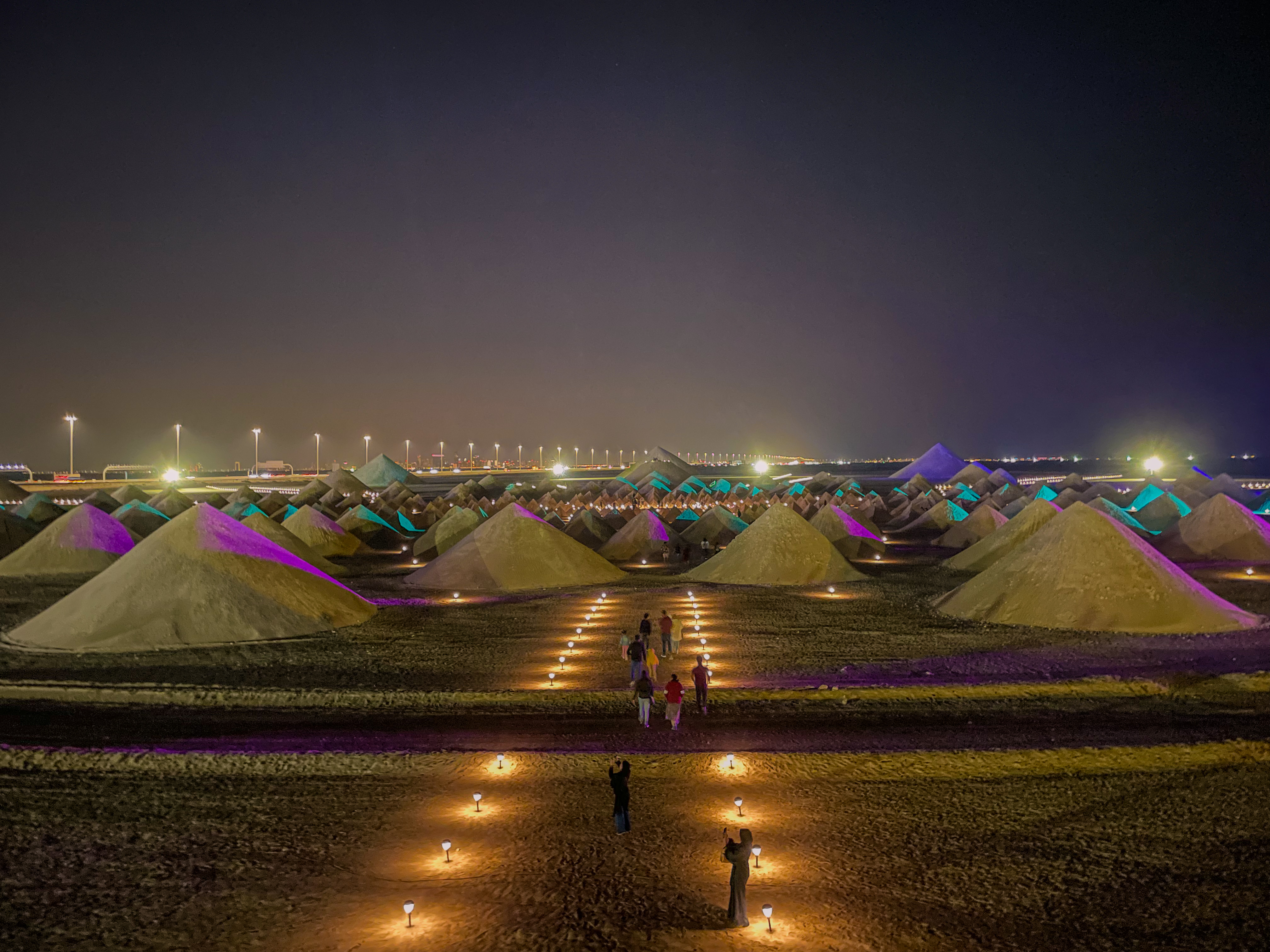

جزيرة الفهد هي جزيرة طبيعية تقع قبالة الساحل في جزيرة أبوظبي.    وهي مجتمع متعدد الأغراض يضم وحدات سكنية وتجارية وتجارية.    وهي عبارة عن بنك أرضي بمساحة 3.4 مليون متر2. اشترت شركة الدار العقارية جزيرة الفهد مقابل 680 مليون دولار.    تقع بين جزيرة ياس وجزيرة السعديات.   

## المواصلات
يمر شارع الشيخ خليفة بن زايد آل نهيان الرئيسي في جزيرة الفهد ، حيث يربط هذا الشارع الجزيرة بكل من مجمع الريف السكني، بالإضافة إلى منطقة الشهامة، كما يمكن الوصول إلى شارع الشيخ زايد بن سلطان E10 وشارع الشيخ مكتوم بن راشد E11، الواقعان بالاتجاه الشمالي كمايمكن الاستعانة بخدمات الحافلات المتوفرة في المناطق القريبة.